# Prîstan, Ohtîrka
Prîstan (în ucraineană Пристань) este un sat în orașul regional Ohtîrka din regiunea Sumî, Ucraina.

## Demografie
Componența lingvistică a localității Prîstan
     Ucraineană (71,43%)
     Rusă (28,57%)
Conform recensământului din 2001, majoritatea populației localității Prîstan era vorbitoare de ucraineană (71,43%), existând în minoritate și vorbitori de rusă (28,57%).